# Liste royale sumérienne

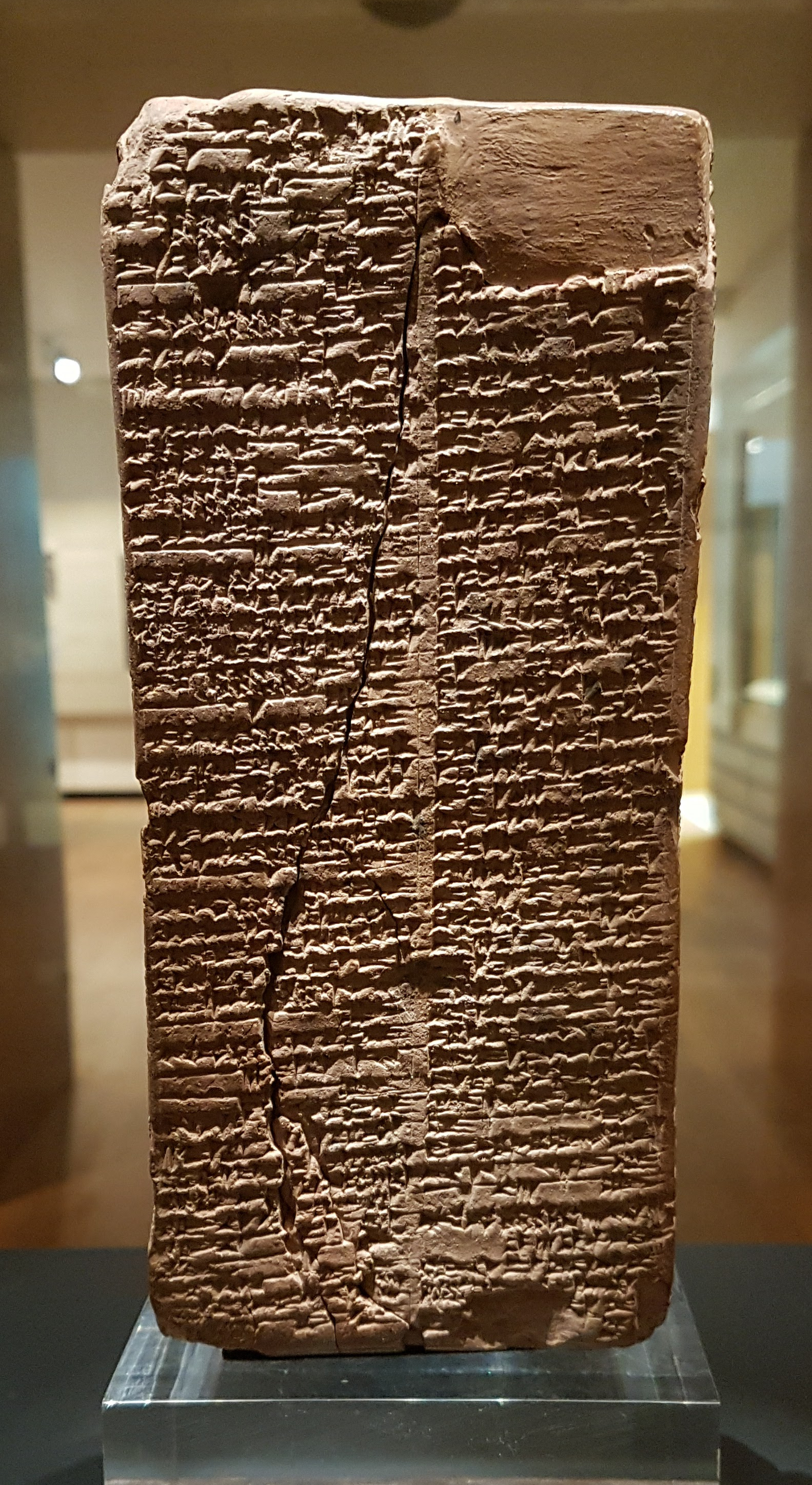
Le prisme de Weld-Blundell (WB 444) est la copie la plus complète connue de la liste royale sumérienne. Ce document énumère les rois depuis les dynasties antédiluviennes jusqu'à Sin-magir, quatorzième roi de la dynastie d'Isin (v. 1827-1817 av. J.-C.). Le prisme comporte quatre côtés avec deux colonnes sur chaque côté ; il devait initialement comporter une broche en bois passant par son centre afin de pouvoir le tourner et lire les quatre côtés. Ashmolean Museum.

La Liste royale sumérienne (« Royauté », sumérien nam-lugal, pour les scribes mésopotamiens qui avaient l'habitude de nommer les textes d'après leurs premiers mots) est un texte historiographique/chronographique mésopotamien. Il se présente comme une liste ou une chronique des dynasties et des rois qui se succèdent dans un ordre chronologique depuis les origines mythiques de la royauté jusqu'à son époque de rédaction. C'est un texte composite, qui a fait l'objet de plusieurs remaniements. Sa formulation la plus complète et la quasi-totalité des copies connues datent des premiers siècles du IIe millénaire av. J.-C., mais sa plus ancienne version connue remonte au XXIe siècle av. J.-C. Des versions plus anciennes encore pourraient avoir existé, ainsi que d'autres variantes intermédiaires, non attestées par des sources. 
La version finale débute par une section comprenant des rois ayant vécu avant le Déluge, qui est un ajout tardif au texte absent de la copie la plus ancienne. Puis vient la plus importante section, qui constitue le cœur de l'oeuvre et un développement de son noyau originel, celle des rois ayant vécu après le Déluge, à commencer par ceux ayant régné à Kish, cité qui occupe un rôle majeur dans le récit. La Liste royale sumérienne sert à véhiculer l'idée selon laquelle la royauté a été transmise aux humains par les dieux (selon l'expression du texte, elle est « descendue du ciel ») pour être ensuite successivement exercée par plusieurs dynasties établies dans des cités (notamment Kish, Uruk et Ur), seule une d'entre elles pouvant disposer de la royauté à un moment donné. Elle fait remonter les origines de la royauté à des temps très anciens, à des souverains sages régnant chacun durant plusieurs milliers d'années avant un événement pivot, le Déluge, qui a mis à bas la civilisation humaine et a conduit à un nouveau départ de la royauté. 
Ce texte s'inscrit dans une tradition plus large de textes contemporains réfléchissant sur la royauté et ses origines divines, et aussi sur les chutes des dynasties royales, elles aussi attribuées aux volontés divines. La fiabilité historique de ce texte a été longuement discutée. Il est désormais admis que c'est un texte de nature mythologique et fictionnelle, la majorité des dynasties et des rois qui y figurent sont manifestement fantaisistes, reposant en partie sur des légendes mésopotamiennes. Même si les dernières dynasties évoquées ont pour la plupart bel et bien existé, ce texte n'est généralement plus employé, ou alors seulement de façon accessoire, pour reconstituer l'histoire du IIIe millénaire av. J.-C. en Mésopotamie.

## Origines
La plus ancienne version connue du texte date de la période de la troisième dynastie d'Ur (XXIe siècle av. J.-C.), sans doute plus précisément la seconde partie du règne de Shulgi (v. 2094-2046 av. J.-C.). Sa provenance est inconnue et elle n'est préservée qu'à moitié. Elle débute par la descente de la royauté du ciel jusqu'à Kish, donnant le nom de ces rois, qui comprennent des noms sont répartis dans les versions paléo-babyloniennes entre les deux premières dynasties de cette cité. Intervient ensuite une cassure qui doit comprendre d'autres rois (ceux d'Uruk ?), le texte reprenant avec les rois d'Akkad. Viennent ensuite une dynastie à Uruk, après quoi se produit un intermède marqué par des « hordes » qui sont pendant trois années sans roi, avant de disposer de souverains (correspondant en partie à ceux du Gutium des copies postérieures). Une brèche interrompt la liste, la royauté a été transférée à Adab (absente des copies postérieures), puis elle revient à Uruk avec Utu-hegal, et enfin à Ur, où figurent les noms des deux premiers rois de la troisième dynastie, Ur-Namma et Shulgi.
Plusieurs spécialistes estiment que ce n'est pas la première mouture du texte, mais que celle-ci remonte plus haut, à l'époque d'Akkad, au XXIIIe siècle av. J.-C. : J.-J. Glassner et P. Steinkeller, situent ainsi une première version (rédigée en akkadien ?) à cette période, peut-être sous le règne de Naram-Sin au XXIIIe siècle av. J.-C. Elle aurait notamment pour but de présenter les rois d'Akkad les héritiers et successeurs des rois de Kish, tout en légitimant leur projet d'unification de la Basse Mésopotamie. En l'absence de version de cette époque, cela reste hypothétique,. Ces mêmes auteurs envisagent un remaniement du texte sous le roi Utu-hegal d'Uruk, dans la seconde moitié du XXIIe siècle av. J.-C.,.
Quoi qu'il en soit, des changements importants sont opérés dans le texte entre la version de la troisième dynastie d'Ur et celle de l'époque paléo-babylonienne, sans doute après la fin de la première, donc sous la dynastie d'Isin (voir plus bas) : des rois et dynasties sont ajoutés, ainsi que par endroits des notices et anecdotes concernant certains souverains, et le texte intègre le motif du déluge et une section sur les rois antédiluviens. Selon P. Steinkeller la version d'Ur III présente plus généralement une vision de l'histoire plutôt linéaire, différente de l'approche cyclique de celle de l'époque paléo-babylonienne. Cette interprétation a été discutée.

## Contenus

### Sources
La Liste royale sumérienne est connue par une quinzaine de copies datées du XVIIIe siècle av. J.-C. au XVIIe siècle av. J.-C. (durant la période paléo-babylonienne), provenant pour l'essentiel du milieu scolaire où elles avaient été mises par écrit dans le cadre d'exercices d'apprentis scribes. Même si leur contenu n'est pas strictement identique (elles présentent des variations sur l'ordre de succession des rois, certains manuscrits rajoutent des notices biographiques, tous ne donnent pas les totaux des durées des dynasties), elles présentent suffisamment de similitudes entre elles pour être identifiées comme dérivant d'un même modèle. La plupart d'entre elles ont fait l'objet d'une édition en 1939 par Th. Jacobsen, qui a été fondamentale pour l'étude de ce texte. Celui-ci a alors résumé les étapes de la redécouverte du texte : des premières copies ont été publiées en 1906 par H. Hilprecht et en 1911 par J.-V. Scheil, quatre autres par A. Poebel en 1914, deux autres par L. Legrain en 1920-21, avant la publication en 1923 par S. Langdon du prisme Well-Blundell (aujourd'hui conservé à l'Ashmolean Museum d'Oxford), la version la plus complète du texte qui soit connue, signée du nom d'un certain Nur-Ninshubur, peut-être l'auteur de remaniements ; cette version de la Liste est en tout cas émaillée de fautes. D'autres publications sont venues étoffer le corpus depuis.

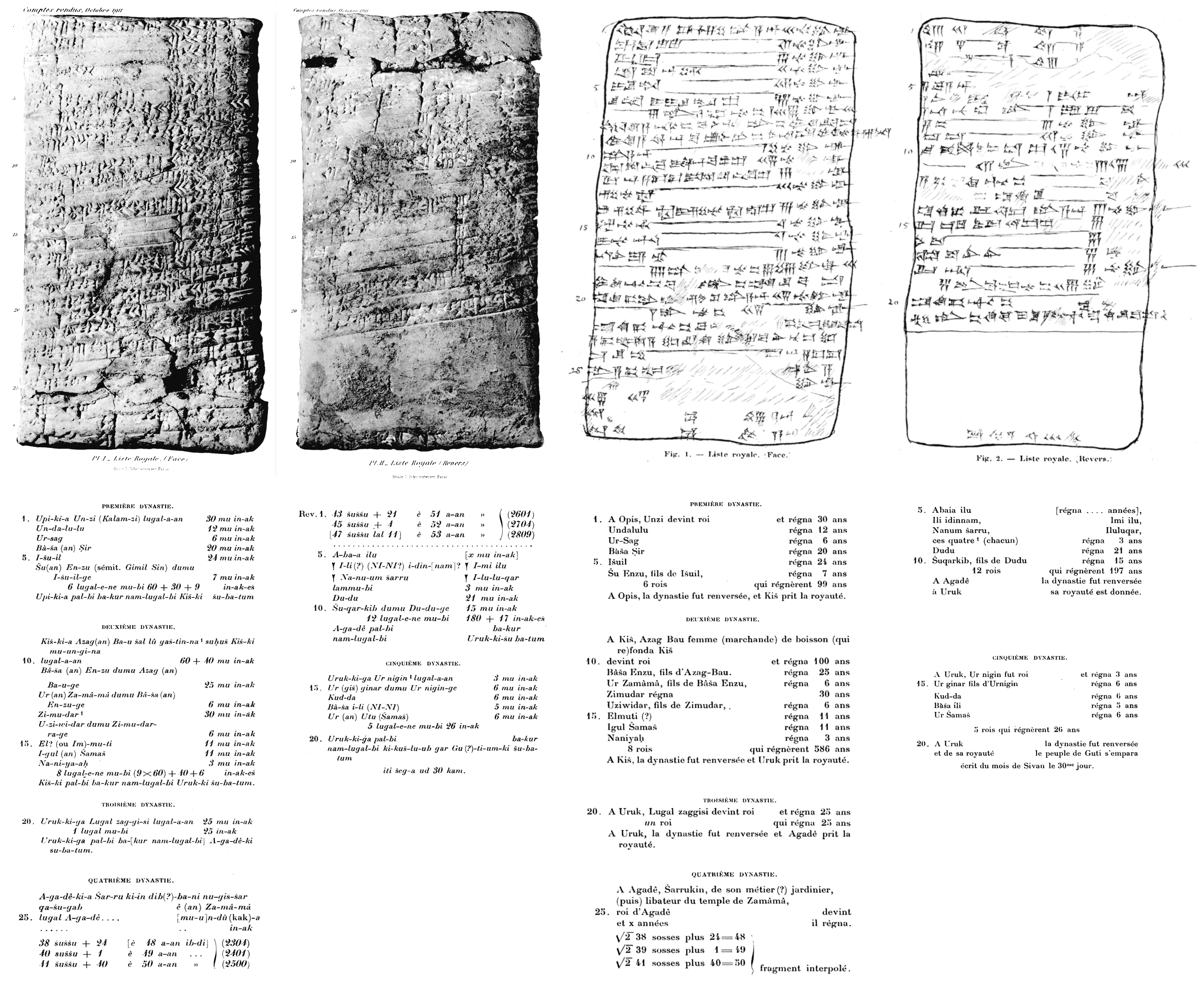
La tablette éditée par J.-V. Scheil avec sa transcription et sa traduction (1911).
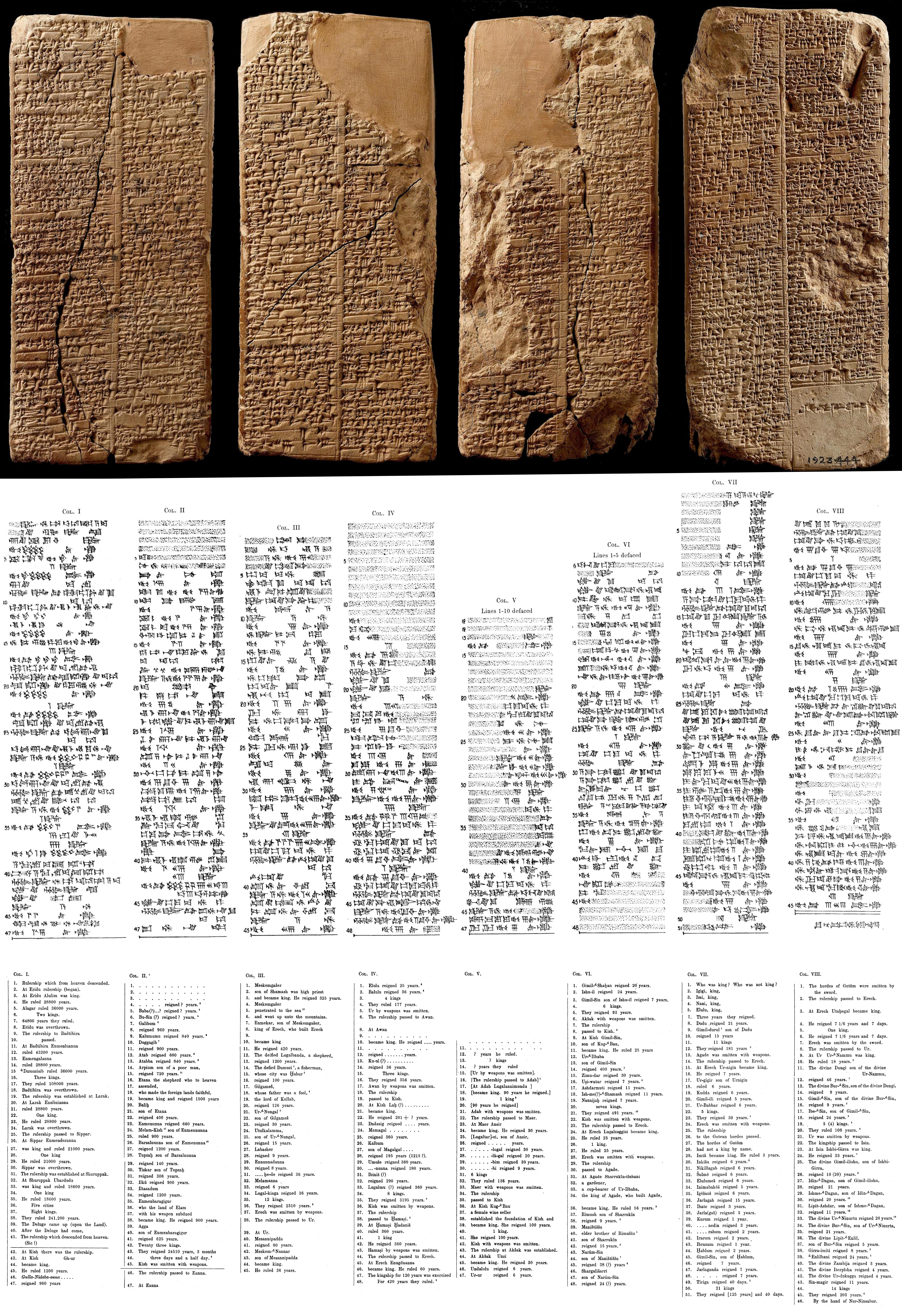
Les quatre faces du prisme Well-Blundel avec la transcription et la traduction de S. Langdon (1923).

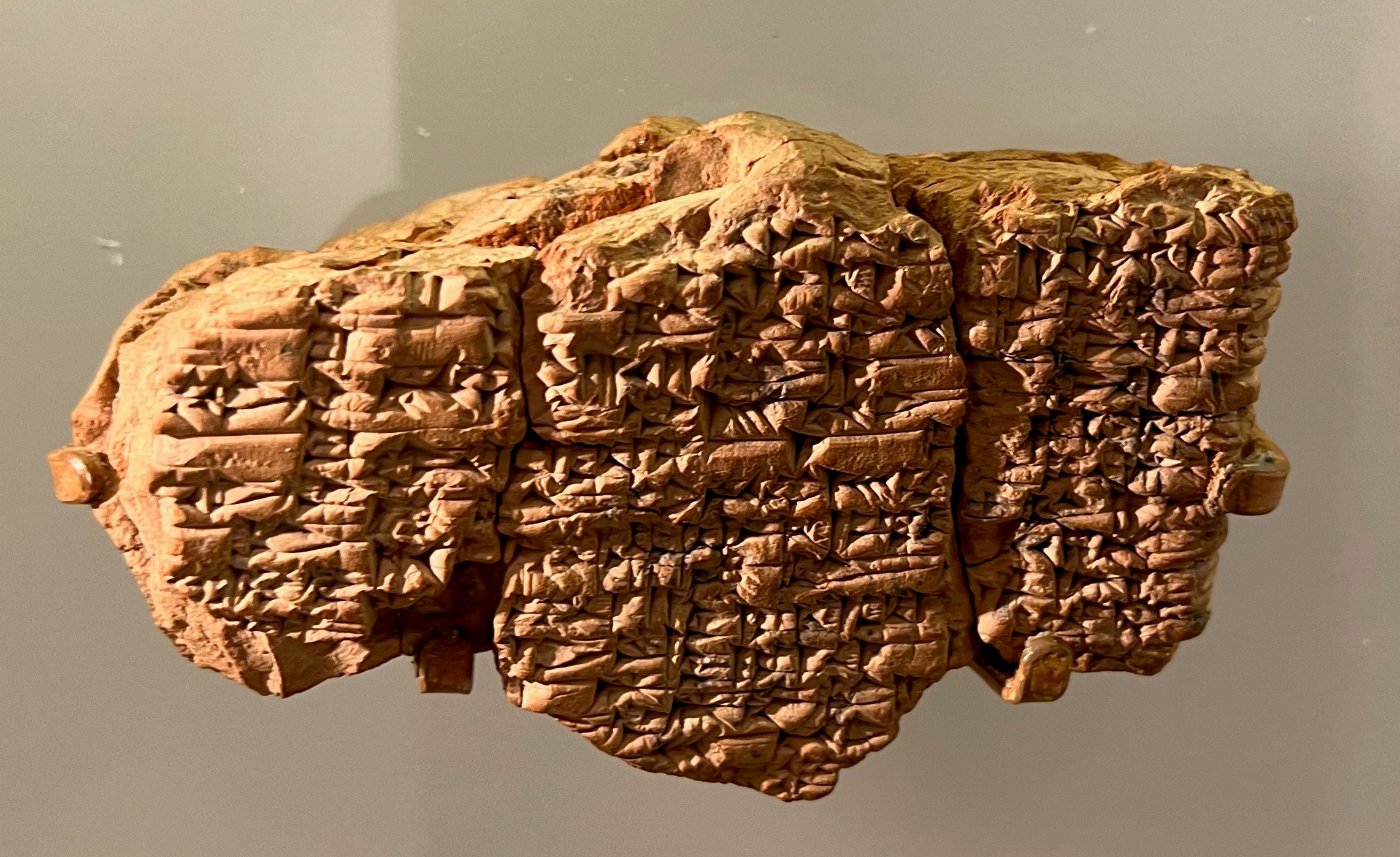
Fragment provenant de Nippur. Penn Museum.

### Datation
Les copies les plus anciennes de la Liste royale sumérienne dans sa formulation classique remontent à la première dynastie d'Isin, principale puissance de la Basse Mésopotamie après la fin de la troisième dynastie d'Ur vers 2000 av. J.-C. Cela se voit par le fait que cette dynastie est la dernière évoquée. Certaines copies peuvent d'ailleurs être datées en fonction du dernier roi évoqué, ce qui permet de deviner que plusieurs ajouts ont alors lieu. Ce sont donc les scribes de l'entourage des rois d'Isin qui ont probablement procédé à la réécriture en profondeur du texte, peut être en plusieurs « éditions »,. 
En tout cas les réaménagements du texte témoignent bien de l'état de la pensée historique et légendaire de l'époque : ils incluent le thème du Déluge, qui fait son apparition dans la littérature mythologique et épique vers la même période ; leurs réflexions sur la succession des dynasties se retrouve dans les Lamentations sur la chute d'Ur et de Sumer qui sont sans doute le produit des scribes d'Isin ; et le fait que le texte fasse de la dynastie d'Isin la nouvelle détentrice de la royauté sert le projet politique et idéologique de ses rois, qui font face à des rivaux leur contestant la suprématie dans le Sud mésopotamien, en particulier les rois de Larsa.

### Les rois antédiluviens
La première partie de la Liste royale sumérienne, qui va des lignes 1 à 38, est une liste de souverains ayant régné avant un événement-pivot, le Déluge (sumérien amaru), donc des rois « antédiluviens »,. Absente de la version connue pour l'époque d'Ur III, cette section est manifestement un ajout du début du IIe millénaire av. J.-C., période durant laquelle la tradition littéraire mésopotamienne sur le Déluge se développe (Genèse d'Eridu, Atrahasis). Ce remaniement est peut-être aussi l'occasion de retirer à Kish (parce que ce n'est pas une ville sumérienne ?) le privilège d'avoir été le premier siège de la royauté, au profit d'Eridu (une vénérable cité sumérienne). Cette section, qui forme une section à part du reste du texte, relate quoi qu'il en soit une sorte de pré-histoire, ou une histoire avant l'histoire, précédant la refondation de la civilisation humaine après le Déluge dévastateur.
Les souverains antédiluviens se répartissent entre cinq dynasties : la première est Eridu, qui reçoit la royauté, « descendue du ciel » (donc donnée par les dieux), et lui succèdent Bad-tibira, Larak, Sippar puis Shuruppak qui est la dernière avant que le Déluge ne « nivelle ». 

« La royauté étant descendue du ciel, Eridu (fut) pour la royauté. A Eridu, Alulim fut roi ; il régna 28 800 ans ; Alalgar régna 36 000 ans ; 2 rois régnèrent 64 800 ans. Eridu fut abandonnée, sa royauté fut portée à Bad-tibira.

A Bad-tibira, Enm(n)-lu-ana régna 43 200 ans ; Enme(n)-gal-ana régna 28 800 ans ; le divin Dumuzi, le pasteur, régna 36 000 ans ; 3 rois régnèrent 108 000 ans. J'abandonne (sic) Bad-tibira, sa royauté fut portée à Larak.

A Larak, En(!)-sipazi-ana régna 28 800 ans ; 1 roi régna 28 800 ans. J'abandonne (sic) Larak, sa royauté fut portée à Sippar.

A Sippar, Enme(n)-dur-ana fut roi ; il régna 21 000 ans ; 1 roi régna 21 000 ans. J'abandonne (sic) Sippar, sa royauté fut portée à Shuruppak.

A Shuruppak, Ubar-Tutu fut roi ; il régna 18 600 ans ; 1 roi régna 18 600 ans.

5 villes ; 8 roi régnèrent 385 200 (sic) ans.

Le déluge nivela. »

Cette section fonctionne suivant une logique différente du reste du texte. D'autres listes leur sont consacrées, témoignant du fait qu'il n'existe pas une tradition unique à leur sujet. Ces souverains se caractérisent par leur caractère légendaire très marqué : ils ont des règnes de plusieurs milliers d'années, certains ont un caractère divin, notamment Dumuzi le pasteur, un des rois de Bad-tibira, qui est une des principales divinités des cultes sumériens. Les autres souverains antédiluviens mentionnés dans d'autres textes antiques que les listes les concernant sont : En-me(n)-dur-anki de Sippar, inventeur de techniques divinatoires ; Enme(n)-lu-ana de Bad-tibira qui apparaît dans des présages divinatoires ; se rattache également à cette tradition Ziusudra, héros du Déluge originaire de Shuruppak, non mentionné dans la Liste royale sumérienne. 
Ces figures originelles ont donc pour point commun d'être créditées par la tradition mésopotamienne d'une grande sagesse, et le fait que la première ville à connaître la royauté, Eridu, soit celle du dieu sage par excellence, Enki, ne semble pas anodin. Il s'agit des personnes qui ont posé les fondements de la civilisation humaine, de ses savoirs et de ses techniques, en recevant les instructions des divinités, et la tradition savante mésopotamienne attribuera toujours une grande importance à ces sages (les « Sept Sages », les apkallu) et à ce qui provient d'avant le Déluge, jusqu'à l'Épopée de Gilgamesh qui fait de son héros celui qui récupère le savoir antédiluvien pour le transmettre aux humains et refonder la civilisation.

### Les rois postdiluviens
Après que le Déluge eut nivelé, la royauté descend à nouveau du ciel et arrive à Kish. Leurs règnes ont été raccourcis par rapport à ceux des rois antédiluviens, puisqu'ils ne font « plus » que quelques centaines d'années, et on trouve des mentions des accomplissements de certains de ses rois, connus par d'autres sources épiques : la montée au ciel d'Etana, la victoire d'Enmebaragesi contre l'Elam. La première dynastie semble renvoyer à une stade d'apprentissage de la royauté par les humains, et plus généralement de refondation de la civilisation autour de la ville, cadre de vie idéal des anciens Mésopotamiens. L'ordre de succession de ses rois est variables selon les manuscrits. Plusieurs portent des noms d'animaux : Kalibum est le « Chien », Mashda la « Gazelle mâle », Kalumum l'« Agneau », etc.

« Après que le déluge eut nivelé, la royauté étant descendue du ciel, Kish (fut) pour la royauté. A Kish, GA...ur fut roi ; il régna 1 200 ans ; Kullassina-bel régna 960 ans ; Nan-GI(Š)-lishma régna 1 200 (?) ans ; En-dara-ana régna 420 ans, 3 mois (et) 3 jours et demi ; Babum régna 300 ans ; Pu'annum régna 840 (?) ans ; Kalibum régna 960 ans ; Kalumum régna 840 ans ; Zuqaqip régna 900 ans ; Atab régna 840 ans ; Mashda, fils d'Atab, régna 840 ans ; Arwi'um, fils de Mashda, régna 720 ans ; Etana le pasteur, celui qui monta au ciel, qui mit en ordre tous les pays, fut roi ; il régna 1 500 ans ; Balih, fils d'Etana, régna 400 ans ; Enmé-nuna régna 600 ans ; Melam-Kish, fils d'Enmé-nuna, régna 900 ans ; Barsal-nuna, fils d'Enmé-nuna, régna 1 200 ans ; Samug, fils de Barsal-nuna, régna 140 ans; Tizkar, fils de Samug, régna 305 ans ; Ilku'u régna 900 ans ; Ilta-shadum régna 1 200 ans ; Enme(n)-baragesi, celui qui défit les armes de l'Elam, fut roi ; il régna 900 ans ; Aka, fils d'Enme(n)-bara-gesi, régna 625 ans. 23 rois régnèrent 24 510 ans (sic), 3 mois (et) 3 jours et demi. Kish fut vaincue, sa royauté fut portée à Eana. »

Puis Kish est finalement vaincue par Ean(n)a (nom du quartier sacré d'Uruk), qui devient à son tour le siège d'une dynastie. 

« Dans Eana, Mes-ki'ag-ga-sher, fils d'Utu, fut seigneur (et) fut roi ; il régna 325 ans ; Mes-ki'ag-ga-sher entra dans la mer et disparut ; Enmerkar, fils de Mes-ki'ag-ga-sher, le roi d'Uruk, celui qui fonda Uruk, fut roi ; il régna 420 ans ; le divin Lugal-banda, le pasteur, régna 1 200 ans ; le divin Dumuzi, le pêcheur, sa ville était Ku'ara, régna 100+[...] ans ; le divin Gilgamash — son père était un être invisible —, seigneur de Kulaba, régna 126 ans ; Ur-Nungal, fils du divin Gilgamesh, régna 30 ans ; Udul-kalama, fils d'Ur-Nungal, régna 15 ans ; La-ba'shum régna 9 ans ; Ennun-dara-ana régna 8 ans ; Meshé, le forgeron, régna 36 ans ; Mélan-ana régna 6 ans ; Lugal-ki-GIN régna 36 ans ; 12 rois régnèrent 2 310 (sic) ans. Uruk fut vaincue, sa royauté fut portée à Ur. »

Se succèdent ensuite plusieurs dynasties, au gré des victoires et des destructions : à Ean(n)a succède Ur, puis Awan, puis Kish à nouveau, Hamazi, Uruk, Ur, Adab, Mari, Kish, Akshak, etc. . Les règnes des rois se raccourcissent, pour prendre une durée réaliste de quelques années, ce qui témoigne d'une forme de conscience de passage du mythe à l'histoire. La fin de la Liste se rapproche en effet de ce qui est connu par les sources la fin du IIIe millénaire av. J.-C. : le roi Lugal-zagesi règne à Uruk, puis il est supplanté par Sargon d'Akkad auquel succèdent plusieurs rois ; après Akkad la Liste fait passer la royauté à Uruk, puis au Gutium ; ensuite vient Utu-hegal d'Uruk, puis la troisième dynastie d'Ur fondée par Ur-Namma et Shulgi, et le texte se termine par la dynastie d'Isin.

« A Uruk, Lugal-zagesi fut roi ; il régna 25 ans ; 1 roi régna 25 ans. Uruk fut vaincue, sa royauté portée à Akkade.

A Akkade, Sargon — son père était jardinier —, l'échanson d'Ur-Zababa, le roi d'Akkade, celui qui fonda Akkade, fut roi ; il régna 56 ans ; Rimush, fils de Sargon, régna 9 ans ; Man-ishtusu, frère aîné de Rimush, fils de Sargon, régna 15 ans ; Naram-Sin, fils de Man-ishtusu, régna 37 (?) ans ; Shar-kali-sharri, fils de Naram-Sin, régna 25 ans. Qui fut roi ? Qui ne fut pas roi ? Irgigi (fut) roi, Imi (fut) roi, Nanum (fut) roi, Ilulu (fut) roi ; ces 4 rois régnèrent 3 ans ; Dudu régna 21 ans ; Shu-Durul, fils de Dudu, régna 15 ans ; 11 rois régnèrent 181 ans. Akkade fut vaincue, sa royauté fut portée à Uruk. »

En tout une vingtaine de dynasties, des « cycles » (sumérien bala) se succèdent dans onze cités. Quatre d'entre elles occupent une place majeure : Kish, Ur et Uruk qui exercent la royauté à plusieurs reprises et forment en quelque sorte l'armature du récit, et Akkad qui succède à Kish. C'est dans cette section postdiluvienne, issue du noyau originel du texte, que se trouve l'essentiel du propos. Selon J.-J. Glassner, « le déroulement de l'histoire est donc assimilé à une suite de cycles formant chacun un ensemble fini, cycles qui se succèdent selon un ordre déterminé et qui durent le temps qui leur est imparti, jusqu'à ce que les villes qui les abritent soient « vaincues », « détruites » ou « abandonnées ». »
Il est difficile de déterminer sur quelles traditions reposent ces différentes dynasties. On y croise plusieurs souverains semi-légendaires qui sont connus par des compositions littéraires en sumérien : les rois de Kish Etana, Enmebaragesi et Agga, les rois épiques d'Uruk Enmerkar, Gilgamesh et Lugalbanda. D'autres ont un aspect manifestement fantastique : le batelier Mamagal, la cabaretière Ku-Bawa; etc. L'inclusion des dynasties autres que celles de trois villes principales répond à des considérations non déterminées. Il a dû se trouver des sources pour les dynasties dont les rois ont assurément existé (les dernières de la Liste), mais les divergences d'ordre de succession entre les versions semblent indiquer qu'au moment de leur rédaction il y a très peu de sources fiables disponibles.
Dans trois cas le texte évoque des récits de fondation renvoyant à des mythes et à l'idée de retour à l'ordre : la première dynastie d'Uruk fondée à Eanna par Mes-ki'ag-ga-sher, fils d'Utu, qui « entra dans la mer et disparut » avant que son fils Enmerkar ne fonde Uruk, et que lui succèdent d'autres fameux rois légendaires de la cité (Lugalbanda, Gilgamesh et Dumuzi le pêcheur) ; la troisième dynastie de Kish a la particularité d'être fondée par une femme, Ku-Bawa la cabaretière, dont le texte dit qu'elle « consolida les fondements de Kish » ; Akkad enfin, dont la dynastie est fondée par Sargon, dont il est dit qu'il est fils d'un jardinier et échanson du roi Ur-Zababa de Kish (avant de le renverser).

## Idéologie politique et religieuse
La Liste royale sumérienne est un récit sur la royauté (nam-lugal), qui véhicule l'idée que la Mésopotamie n'est dirigée à un moment donné que par une seule dynastie élue des dieux. Cela explique que J.-J. Glassner ait proposé de la renommer « Chronique de la monarchie une », et de concevoir son discours autour de trois affirmations majeures : « le régime politique est un legs des dieux aux hommes, ce régime est de type monarchique, cette monarchie revendique d'être manifestée en un lieu et Kiš est la ville de sa première apparition. »
Cette vision de l'histoire allant à l'encontre de ce qui est connu pour les époques concernées, marquées par la fragmentation politique, il est probable que ce récit soit le produit d'un pouvoir monarchique unificateur qui choisit de projeter le présent sur le passé, en présentant comme une situation normale le fait qu'une seule dynastie domine la région. Cela explique pourquoi la première mouture de ce texte est couramment considérée comme la création d'un des deux empires unificateurs de la seconde moitié du IIIe millénaire av. J.-C., Akkad,, ou Ur III. Selon P. Michalowski, « dans la (Liste royale sumérienne), la notion d'un seul État hégémonique unifié est projetée dans le passé, effaçant l'histoire des petites entités politiques indépendantes contemporaines. Dans les langues locales, cette conception est encapsulée par le terme sumérien bala, akkadien palû, littéralement “tour”, à la manière d'un fuseau qui tournoie. » Dans sa dernière mouture, elle sert à légitimer la dynastie d'Isin comme successeuse de la troisième dynastie d'Ur.
Ce discours sur la monarchie se retrouve dans d'autres textes de la fin du IIIe millénaire av. J.-C. et du début du IIe millénaire av. J.-C., qui précisent le propos de la Liste royale en développant plus le principe de légitimité divine. La Légende sumérienne sur Sargon, connue par deux manuscrits du XVIIIe siècle av. J.-C., relate comment Sargon d'Akkad a pris le pouvoir en renversant le roi Ur-Zababa de Kish dont il était le serviteur, parce que les grands dieux An et Enlil avaient décidé que le pouvoir de celui-ci prenne fin. Les dieux sont donc ceux qui ont fait descendre la royauté du ciel, mais aussi ceux qui choisissent de la réattribuer à une nouvelle dynastie. Ce motif est encore plus développé dans un long récit fictionnel en sumérien relatif à un autre roi d'Akkad, Naram-Sin : la Malédiction d'Akkad. Alors qu'Akkad est au sommet de sa prospérité, le dieu Enlil décide de lui retirer sa protection, ce qui entraine la perdition du royaume dans des circonstances tragiques, par l'intermédiaire des Gutis, peuple décrit comme quasiment inhumain qui sème la destruction. La raison pour laquelle Enlil retire ses faveurs à Akkad n'est pas explicitée : c'est à la fois imprévisible et inéluctable. Un autre cycle de récits proposant un discours similaire concerne la chute de la troisième dynastie d'Ur (des « Lamentations »). Il convient toutefois de relever que la Liste se distingue de ces œuvres par son absence de discussion théologique, car elle ne mentionne à aucun moment de façon explicite le rôle joué par les dieux dans la succession des dynasties, la seule cause évoquée pour que la royauté passe d'une cité à l'autre étant la conquête militaire.

## Fiabilité historique
Depuis l'époque de sa redécouverte, le caractère fictionnel et mythologique de la Liste royale sumérienne a été reconnu, mais cela n'a pas empêché les historiens d'en faire une source pour reconstruire l'histoire de la Basse Mésopotamie au IIIe millénaire av. J.-C., notamment durant la période des dynasties archaïques (v. 2900-2300 av. J.-C.). Le principal promoteur de cette approche a été Th. Jacobsen, à partir de son édition de 1939, dans laquelle il avait d'ailleurs choisi de combler certaines lacunes des copies du texte en y insérant des rois connus par d'autres sources. Son approche a pendant longtemps été suivie par la majorité des spécialistes,. 
Depuis, les spécialistes du IIIe millénaire av. J.-C. sont de plus en plus sceptiques quant à l'utilité de ce texte pour reconstituer l'histoire de la période, du moins pour les périodes les plus anciennes, et l'étudient avant tout sous l'angle de son idéologie,. Il a été mis en avant le fait que les auteurs de Liste royale sumérienne n'avaient probablement pas eu accès à des sources fiables pour reconstituer les dynasties de ces périodes, étant donné que très peu de souverains mentionnés dans le texte ont une existence confirmée par d'autres sources cunéiformes, alors que le texte omet la plupart des dynasties attestées par les sources du dynastique archaïque (notamment celle de Lagash),,. Selon ce que conclut G. Marchesi : « il est clair que la (Liste royale sumérienne) a peu de choses à nous offrir pour la reconstruction de la chronologie historique de la période dynastique archaïque. Une telle reconstruction devrait reposer uniquement sur des sources des dynasties archaïques. L'image qui émerge lorsque nous nous appuyons exclusivement sur de telles sources est, bien évidemment, radicalement différente de celle présentée par la (Liste royale sumérienne). » W. Sallaberger et I. Schrakamp considèrent cependant que la Liste, et en particulier dans sa version plus ancienne de l'époque d'Ur III, peut servir pour reconstituer l'histoire de cette période, en prenant en compte ses limites. Le seul souverain archaïque mentionné dans la Liste royale sumérienne dont l'existence est attestée est un certain Enmebaragesi, roi de Kish, qui a régné vers 2700 avant notre ère. Son existence est confirmée par une inscription sur un vase en albâtre ayant servi d'offrande à Enlil dans son grand temple à Nippur.
Pour les périodes plus récentes, le texte est généralement jugé plus fiable, mais son usage pose diverses difficultés. Pour la dynastie d'Akkad dont l'existence et le nom de la plupart des rois sont confirmés, les incohérences entre les versions du texte sur l'ordre de succession de rois et la durée de leur règne limite son apport à la reconstitution de l'histoire politique,. Les divergences entre les versions concernant la période suivante, celle de la supposée domination des rois du Gutium, causent des problèmes chronologiques similaires.